# Liga Premier de Rusia 2023-24
La temporada 2023-24 fue la 32.ª edición de la Liga Premier de Rusia, la máxima categoría del fútbol en Rusia desde la disolución de la Unión Soviética, empezó el 21 de julio de 2023 y finalizó el 25 de mayo de 2024.

## Formato
Los 16 equipos jugaron un torneo de todos contra todos, por lo que cada equipo disputó frente a los rivales dos veces, una como local y otra como visitante. Por lo tanto, se jugaron un total de 240 partidos, con 30 partidos jugados por cada equipo.
Los equipos que concluyeron en las posiciones 15 y 16 descendieron automáticamente a la FNL, mientras que los dos mejores equipos de la FNL conseguieron el ascenso. Por otra parte, los clubes de FNL situados en tercera y cuarta posición se enfrentaron a los clasificados en posición 13 y 14 de Liga Premier en los partidos de ida y vuelta de la promoción para obtener una plaza para la temporada 2024-25.

## Equipos participantes
Al igual que en la temporada anterior, 16 equipos jugaron en la temporada 2023-24. Después de la temporada 2022-23, el Torpedo Moscú y el Jimki descendieron a la Liga Nacional de Fútbol 2023-24. Fueron reemplazados por los dos primeros clubes de la Liga Nacional de Fútbol 2022-23, el Rubin Kazán que regresó después de un año a la Liga Premier y el Baltika Kaliningrado que debutó en la máxima división del fútbol ruso.

### Ascensos y descensos
| Pos  | Descendidos de la Liga Premier de Rusia |
| ---- | --------------------------------------- |
| 15.º | Jimki                                   |
| 16.º | Torpedo Moscú                           |

| Pos | Ascendidos de la Liga Nacional de Fútbol |
| --- | ---------------------------------------- |
| 1.º | Rubin Kazán                              |
| 2.º | Baltika Kaliningrado                     |

### Estadios y ciudades
| Club                     | Estadio          | Ciudad          | Inauguración | Capacidad |
| ------------------------ | ---------------- | --------------- | ------------ | --------- |
| FC Ajmat Grozni          | Ajmat Arena      | Grozni          | 2011         | 30 597    |
| FC Fakel Vorónezh        | Central Sindical | Vorónezh        | 1930         | 31 793    |
| PFC CSKA Moscú           | Arena CSKA       | Moscú           | 2016         | 30 000    |
| FC Dinamo Moscú          | VTB Arena        | Moscú           | 2019         | 33 000    |
| FC Krasnodar             | Krasnodar        | Krasnodar       | 2016         | 35 074    |
| FC Baltika Kaliningrado  | Arena Baltika    | Kaliningrado    | 2018         | 35 000    |
| FC Lokomotiv Moscú       | Lokomotiv        | Moscú           | 2002         | 27 320    |
| Krylia Sovetov Samara    | Samara Arena     | Samara          | 2018         | 44 918    |
| FC Rostov                | Rostov Arena     | Rostov del Don  | 2018         | 43 472    |
| FC Rubin Kazán           | Kazán Arena      | Kazán           | 2013         | 45 379    |
| FC Spartak de Moscú      | Otkrytie Arena   | Moscú           | 2014         | 45 360    |
| FC Zenit San Petersburgo | Krestovski       | San Petersburgo | 2017         | 64 287    |
| PFC Sochi                | Olímpico Fisht   | Sochi           | 2013         | 48 000    |
| FC Ural Ekaterimburgo    | Central          | Ekaterimburgo   | 1940         | 35 061    |
| FC Nizni Nóvgorod        | Nizni Nóvgorod   | Nizni Nóvgorod  | 2018         | 43 319    |
| FC Oremburgo             | Gazovik          | Oremburgo       | 1967         | 7500      |

### Cuerpo técnico y uniformes
| Club                  | Ciudad          | Entrenador           | Marca       | Patrocinador      |
| --------------------- | --------------- | -------------------- | ----------- | ----------------- |
| Ajmat Grozni          | Grozni          | Miroslav Romaschenko | Joma        | Akhmat Foundation |
| Rubin Kazán           | Kazán           | Rashid Rajímov       | Jako        | Kazán Orgsintez   |
| CSKA Moscú            | Moscú           | Vladímir Fedotov     | Wildberries | Wildberries       |
| Dinamo Moscú          | Moscú           | Marcel Lička         | Puma        | BetBoom           |
| FC Krasnodar          | Krasnodar       | Vladimir Ivić        | Wildberries | Winline           |
| Baltika Kaliningrado  | Kaliningrado    | Serguéi Ignashévich  | Wildberries | Melbet, Rostec    |
| Krylia Sovetov Samara | Samara          | Igor Osinkin         | Puma        | Fonbet/Sogaz      |
| Lokomotiv Moscú       | Moscú           | Mijaíl Galaktionov   | Wildberries | RZhD              |
| PFC Sochi             | Sochi           | Robert Moreno        | Puma        | Liga Stavok       |
| FC Rostov             | Rostov del Don  | Valeri Karpin        | Puma        | TNS Energo        |
| FC Oremburgo          | Oremburgo       | David Deogracia      | Adidas      |                   |
| Spartak Moscú         | Moscú           | Guille Abascal       | Wildberries | Lukoil            |
| Zenit San Petersburgo | San Petersburgo | Serguéi Semak        | Joma        | Gazprom           |
| FC Fakel Vorónezh     | Vorónezh        | Vadim Yevséyev       | Kelme       | Olimpbet          |
| Ural Ekaterimburgo    | Ekaterimburgo   | Víktor Goncharenko   | Kelme       | Renova, TMK       |
| FC Nizni Nóvgorod     | Nizni Nóvgorod  | Serguéi Yurán        | Jako        | Pari              |

## Desarrollo

### Clasificación
| Pos. | Equipo                    | Pts. | PJ | G  | E  | P  | GF | GC | Dif. | Clasificación 2024-25                      |
| ---- | ------------------------- | ---- | -- | -- | -- | -- | -- | -- | ---- | ------------------------------------------ |
| 1    | Zenit San Petersburgo (C) | 57   | 30 | 17 | 6  | 7  | 52 | 27 | +25  | Participación suspendida en copas europeas |
| 2    | Krasnodar                 | 56   | 30 | 16 | 8  | 6  | 45 | 29 | +16  | Participación suspendida en copas europeas |
| 3    | Dinamo Moscú              | 56   | 30 | 16 | 8  | 6  | 53 | 39 | +14  | Participación suspendida en copas europeas |
| 4    | Lokomotiv Moscú           | 53   | 30 | 14 | 11 | 5  | 52 | 38 | +14  | Participación suspendida en copas europeas |
| 5    | Spartak Moscú             | 50   | 30 | 14 | 8  | 8  | 41 | 32 | +9   |                                            |
| 6    | CSKA Moscú                | 48   | 30 | 12 | 12 | 6  | 56 | 40 | +16  |                                            |
| 7    | Rostov                    | 43   | 30 | 12 | 7  | 11 | 43 | 46 | −3   |                                            |
| 8    | Rubin Kazán               | 42   | 30 | 11 | 9  | 10 | 31 | 38 | −7   |                                            |
| 9    | Krylia Sovetov Samara     | 41   | 30 | 11 | 8  | 11 | 46 | 44 | +2   |                                            |
| 10   | Ajmat Grozni              | 35   | 30 | 10 | 5  | 15 | 33 | 45 | −12  |                                            |
| 11   | Fakel Vorónezh            | 32   | 30 | 7  | 11 | 12 | 22 | 31 | −9   |                                            |
| 12   | Oremburgo                 | 31   | 30 | 7  | 10 | 13 | 34 | 39 | −5   |                                            |
| 13   | Nizhni Nóvgorod (O)       | 30   | 30 | 8  | 6  | 16 | 29 | 51 | −22  | Promoción por la permanencia               |
| 14   | Ural Ekaterimburgo (D)    | 30   | 30 | 7  | 9  | 14 | 30 | 46 | −16  | Promoción por la permanencia               |
| 15   | Baltika Kaliningrado (D)  | 26   | 30 | 7  | 5  | 18 | 33 | 42 | −9   | Descenso a Primera Liga Rusa               |
| 16   | Sochi (D)                 | 24   | 30 | 5  | 9  | 16 | 37 | 48 | −11  | Descenso a Primera Liga Rusa               |

 Fuente: Russian Premier League
Criterios de clasificación: 1) Puntos; 2) Puntos cara a cara; 3) Partidos ganados cara a cara; 4) Diferencia de goles cara a cara; 5) Goles marcados cara a cara; 6) Partidos ganados; 7) Gol diferencia; 8) Goles anotados; 9) Play-off.
Notas:
1. ↑  El 28 de febrero de 2022, los clubes rusos fueron suspendidos de las competencias internacionales debido a la invasión rusa de Ucrania en 2022.[5]
2. 1 2  Puntos en partidos directos: Krasnodar 6, Dinamo Moscú 0.
3. 1 2  Puntos en partidos directos: Nizhni Nóvgorod 4, Ural Ekaterimburgo 1.

### Evolución de la clasificación
| Equipo ╲ Jornada      | 1     | 2  | 3  | 4  | 5  | 6  | 7  | 8  | 9  | 10 | 11 | 12 | 13 | 14 | 15 | 16 | 17 | 18 | 19 | 20 | 21 | 22 | 23 | 24 | 25 | 26 | 27 | 28 | 29 | 30 |   |
| --------------------- | ----- | -- | -- | -- | -- | -- | -- | -- | -- | -- | -- | -- | -- | -- | -- | -- | -- | -- | -- | -- | -- | -- | -- | -- | -- | -- | -- | -- | -- | -- | - |
| Equipo ╲ Jornada      | Zenit | 3  | 4  | 6  | 6  | 3  | 2  | 2  | 2  | 3  | 4  | 3  | 2  | 2  | 2  | 2  | 1  | 2  | 2  | 2  | 1  | 1  | 1  | 1  | 1  | 1  | 1  | 1  | 2  | 2  | 1 |
| Krasnodar             | 1     | 1  | 2  | 1  | 1  | 1  | 1  | 1  | 1  | 1  | 1  | 1  | 1  | 1  | 1  | 2  | 1  | 1  | 1  | 2  | 2  | 2  | 2  | 2  | 2  | 2  | 2  | 3  | 3  | 2  |   |
| Dinamo Moscú          | 14    | 12 | 8  | 7  | 4  | 5  | 4  | 4  | 5  | 6  | 6  | 7  | 5  | 5  | 5  | 3  | 3  | 3  | 3  | 3  | 3  | 3  | 3  | 3  | 3  | 3  | 3  | 1  | 1  | 3  |   |
| Lokomotiv Moscú       | 8     | 3  | 7  | 9  | 11 | 8  | 6  | 8  | 6  | 3  | 4  | 4  | 6  | 6  | 6  | 7  | 6  | 4  | 4  | 5  | 5  | 5  | 5  | 4  | 4  | 5  | 4  | 4  | 4  | 4  |   |
| Spartak Moscú         | 4     | 2  | 1  | 4  | 6  | 7  | 9  | 6  | 4  | 7  | 8  | 5  | 8  | 7  | 7  | 4  | 7  | 5  | 5  | 6  | 6  | 6  | 7  | 5  | 6  | 4  | 5  | 5  | 5  | 5  |   |
| CSKA Moscú            | 12    | 8  | 5  | 3  | 5  | 6  | 7  | 7  | 9  | 5  | 5  | 6  | 4  | 3  | 4  | 6  | 5  | 7  | 7  | 4  | 4  | 4  | 4  | 6  | 7  | 8  | 8  | 6  | 6  | 6  |   |
| Rostov                | 6     | 6  | 9  | 8  | 8  | 11 | 11 | 12 | 11 | 12 | 14 | 10 | 9  | 11 | 11 | 10 | 11 | 11 | 10 | 10 | 9  | 9  | 8  | 8  | 8  | 7  | 7  | 9  | 7  | 7  |   |
| Rubin Kazán           | 9     | 10 | 13 | 14 | 12 | 13 | 13 | 14 | 12 | 13 | 11 | 11 | 11 | 9  | 8  | 8  | 8  | 8  | 8  | 8  | 7  | 8  | 9  | 9  | 9  | 9  | 9  | 7  | 8  | 8  |   |
| Krylia Sovetov Samara | 5     | 5  | 3  | 5  | 7  | 4  | 3  | 3  | 2  | 2  | 2  | 3  | 3  | 4  | 3  | 5  | 4  | 6  | 6  | 7  | 8  | 7  | 6  | 7  | 5  | 6  | 6  | 8  | 9  | 9  |   |
| Ajmat Grozni          | 11    | 14 | 10 | 11 | 9  | 9  | 8  | 9  | 10 | 10 | 10 | 12 | 14 | 14 | 14 | 14 | 13 | 13 | 12 | 12 | 13 | 13 | 15 | 15 | 13 | 10 | 10 | 10 | 10 | 10 |   |
| Fakel Vorónezh        | 13    | 16 | 16 | 16 | 14 | 14 | 15 | 15 | 16 | 14 | 15 | 13 | 12 | 10 | 10 | 11 | 10 | 10 | 11 | 11 | 11 | 11 | 12 | 12 | 12 | 12 | 13 | 12 | 13 | 11 |   |
| Oremburgo             | 10    | 11 | 14 | 15 | 16 | 16 | 14 | 11 | 13 | 11 | 12 | 14 | 13 | 13 | 13 | 13 | 14 | 14 | 14 | 13 | 12 | 12 | 11 | 11 | 11 | 13 | 11 | 11 | 11 | 12 |   |
| Nizhni Nóvgorod       | 16    | 13 | 15 | 10 | 13 | 10 | 10 | 10 | 7  | 9  | 7  | 8  | 7  | 8  | 9  | 9  | 9  | 9  | 9  | 9  | 10 | 10 | 10 | 10 | 10 | 11 | 12 | 14 | 14 | 13 |   |
| Ural Ekaterimburgo    | 7     | 7  | 4  | 2  | 2  | 3  | 5  | 5  | 8  | 8  | 9  | 9  | 10 | 12 | 12 | 12 | 12 | 12 | 13 | 14 | 14 | 14 | 13 | 13 | 14 | 15 | 14 | 13 | 12 | 14 |   |
| Baltika               | 15    | 15 | 12 | 13 | 15 | 15 | 16 | 16 | 14 | 15 | 13 | 15 | 15 | 15 | 15 | 15 | 15 | 15 | 15 | 15 | 15 | 15 | 14 | 14 | 15 | 14 | 15 | 15 | 15 | 15 |   |
| Sochi                 | 2     | 9  | 11 | 12 | 10 | 12 | 12 | 13 | 15 | 16 | 16 | 16 | 16 | 16 | 16 | 16 | 16 | 16 | 16 | 16 | 16 | 16 | 16 | 16 | 16 | 16 | 16 | 16 | 16 | 16 |   |

### Resultados
| Local \ Visitante     | AKH | BAL | CSK | DYN | KRA | FAK | LOK | NIZ | ROS | ORE | SOC | SPA | KRY | RUB | URA | ZEN |
| --------------------- | --- | --- | --- | --- | --- | --- | --- | --- | --- | --- | --- | --- | --- | --- | --- | --- |
| Ajmat Grozni          |     | 1–7 | 2–3 | 1–1 | 1–1 | 1–2 | 0–2 | 5–1 | 0–0 | 4–0 | 1–0 | 2–1 | 1–2 | 0–1 | 1–0 | 1–5 |
| Baltika Kaliningrado  | 1–0 |     | 3–1 | 2–3 | 2–2 | 2–1 | 1–3 | 2–0 | 2–2 | 1–0 | 0–0 | 0–2 | 2–1 | 0–1 | 0–1 | 0–2 |
| CSKA Moscú            | 1–2 | 1–0 |     | 2–3 | 1–0 | 4–1 | 4–1 | 3–2 | 2–0 | 1–1 | 3–1 | 0–0 | 2–2 | 2–2 | 2–0 | 1–1 |
| Dinamo Moscú          | 2–0 | 2–0 | 2–1 |     | 1–3 | 0–0 | 2–1 | 1–1 | 1–4 | 2–0 | 3–2 | 1–2 | 4–1 | 1–0 | 2–1 | 1–0 |
| Krasnodar             | 0–1 | 3–2 | 1–0 | 1–0 |     | 2–0 | 1–1 | 1–0 | 3–2 | 2–1 | 2–0 | 2–0 | 2–1 | 1–1 | 2–0 | 1–2 |
| Fakel Vorónezh        | 2–0 | 0–0 | 1–1 | 1–1 | 0–0 |     | 1–4 | 2–0 | 0–1 | 0–0 | 2–0 | 2–0 | 0–1 | 0–1 | 0–0 | 1–1 |
| Lokomotiv Moscú       | 2–1 | 3–2 | 3–3 | 0–0 | 1–1 | 2–0 |     | 1–0 | 1–0 | 0–2 | 2–2 | 1–1 | 1–1 | 2–2 | 2–0 | 3–1 |
| Nizhni Nóvgorod       | 2–0 | 0–0 | 2–6 | 1–4 | 3–4 | 1–1 | 2–3 |     | 1–0 | 3–1 | 1–0 | 0–0 | 2–0 | 2–1 | 1–0 | 0–2 |
| Rostov                | 3–0 | 2–1 | 3–3 | 1–2 | 2–1 | 2–1 | 1–0 | 1–0 |     | 2–1 | 2–2 | 1–5 | 2–0 | 3–0 | 2–2 | 1–1 |
| Oremburgo             | 1–1 | 1–0 | 1–1 | 1–2 | 0–2 | 1–2 | 0–2 | 3–1 | 1–1 |     | 3–0 | 0–0 | 2–1 | 3–0 | 0–2 | 3–1 |
| Sochi                 | 1–2 | 2–0 | 2–2 | 3–3 | 2–3 | 0–0 | 0–1 | 6–1 | 4–0 | 1–1 |     | 1–0 | 0–2 | 0–2 | 2–2 | 0–2 |
| Spartak Moscú         | 0–0 | 2–1 | 2–2 | 1–0 | 1–0 | 0–2 | 3–2 | 2–0 | 2–1 | 3–2 | 1–0 |     | 3–0 | 3–1 | 0–0 | 1–3 |
| Krylia Sovetov Samara | 0–2 | 2–1 | 0–2 | 3–3 | 0–0 | 3–0 | 3–3 | 1–1 | 5–1 | 1–1 | 2–1 | 4–0 |     | 2–0 | 3–1 | 1–1 |
| Rubin Kazán           | 2–1 | 1–0 | 0–0 | 2–2 | 0–2 | 1–0 | 1–1 | 0–1 | 3–1 | 1–1 | 1–1 | 1–4 | 2–1 |     | 1–1 | 0–3 |
| Ural Ekaterimburgo    | 0–1 | 2–1 | 2–1 | 2–1 | 3–1 | 0–0 | 2–2 | 0–0 | 0–1 | 3–3 | 1–4 | 3–2 | 1–2 | 0–1 |     | 1–4 |
| Zenit San Petersburgo | 2–1 | 1–0 | 0–1 | 2–3 | 1–1 | 2–0 | 1–2 | 1–0 | 2–1 | 1–0 | 3–0 | 0–0 | 3–1 | 0–2 | 4–0 |     |

## Play-off de ascenso-descenso
Los equipos que finalizaron en el puesto 13 y 14 de la Liga Premier de Rusia se enfrentaron a los equipos que terminaron en el puesto 3 y 4 de la Primera Liga de Rusia. La conformación de las llaves se realizó mediante sorteo el 22 de mayo de 2024.
| Equipo 1           | Agr. | Equipo 2       | Ida | Vuelta |
| ------------------ | ---- | -------------- | --- | ------ |
| Ural Ekaterimburgo | 2–3  | Akron Tolyatti | 0–2 | 2–1    |
| Nizni Nóvgorod     | 3–2  | Arsenal Tula   | 1–2 | 2–0    |

### Llave 1
| Ida; 29 de mayo de 2024 | Ural Ekaterimburgo | 0 – 2   | Akron Tolyatti                 | Estadio Central, Ekaterimburgo                               |                                                              |
| 19:00 (UTC+5)           |                    | Reporte | - Anđelković 67' - Danilin 72' | Asistencia: 13 511 espectadores Árbitro(s): Vasily Kazartsev | Asistencia: 13 511 espectadores Árbitro(s): Vasily Kazartsev |

| Vuelta; 1 de junio de 2024 | Akron Tolyatti | 1 – 2 (Global 3 – 2) | Ural Ekaterimburgo | Estadio Kristall, Zhiguliovsk                                  |                                                                |
| 16:00 (UTC+4)              | Ponce 47'      | Reporte              | Begić 74', 79'     | Asistencia: 2827 espectadores Árbitro(s): Vladislav Bezborodov | Asistencia: 2827 espectadores Árbitro(s): Vladislav Bezborodov |

- Akron Tolyatti ganó 3-2 en el global y ascendió a la RPL; Ural Ekaterimburgo descendió a la Primera Liga.

### Llave 2
| Ida; 29 de mayo de 2024 | Nizni Nóvgorod   | 1 – 2   | Arsenal Tula             | Estadio de Nizni Nóvgorod, Nizni Nóvgorod                   |                                                             |
| 19:15 (UTC+3)           | Botaka 8' (a.g.) | Reporte | - Kaynov 2' - Botaka 33' | Asistencia: 14 339 espectadores Árbitro(s): Kirill Levnikov | Asistencia: 14 339 espectadores Árbitro(s): Kirill Levnikov |

| Vuelta; 1 de junio de 2024 | Arsenal Tula | 0 – 2 (Global 2 – 3) | Nizni Nóvgorod                     | Estadio Arsenal, Tula                                   |                                                         |
| 18:00 (UTC+3)              |              | Reporte              | - Bozhenov 18' - Botaka 58' (a.g.) | Asistencia: 4997 espectadores Árbitro(s): Pavel Kukuyan | Asistencia: 4997 espectadores Árbitro(s): Pavel Kukuyan |

- Nizhni Nóvgorod ganó 3-2 en el global y permaneció en la RPL; Arsenal Tula permaneció en la Primera Liga.

## Goleadores
- Actualizado el 25 de mayo de 2024.
| Rank | Jugador             | Club                     | Goles |
| ---- | ------------------- | ------------------------ | ----- |
| 1    | Mateo Cassierra     | FC Zenit St. Petersburgo | 21    |
| 2    | Konstantin Tyukavin | FC Dinamo Moscú          | 15    |
| 2    | Jhon Córdoba        | FC Krasnodar             | 15    |
| 4    | Fiódor Chálov       | PFC CSKA Moscú           | 12    |
| 5    | Mohamed Konaté      | FC Akhmat Grozny         | 11    |
| 5    | Eduard Spertsyan    | FC Krasnodar             | 11    |
| 7    | Mirlind Daku        | FC Rubin Kazán           | 10    |
| 8    | Anton Zabolotny     | PFC CSKA Moscú           | 9     |
| 8    | Benjamín Garré      | Krylia Sovetov Samara    | 9     |
| 8    | Yevgeni Markov      | FC Fakel Vorónezh        | 9     |